# Justin Herbert
Pour les articles homonymes, voir Herbert.
(en) Statistiques sur pro-football-reference
Justin Herbert, né le 10 mars 1998 à Eugene en Oregon, est un joueur américain de football américain qui évolue au poste de quarterback. Il joue actuellement pour les Chargers de Los Angeles dans la National Football League (NFL).

## Biographie

### Carrière universitaire
Étudiant à l'université de l'Oregon, il a joué pour l'équipe des Ducks de l'Oregon de 2016 à 2019.

### Carrière professionnelle
| Taille                 | Poids            | Bras              | Main          | Sprint   | Sprint   | Sprint   | Shuttle 20 yards | 3 cones drill | Détente         | Détente             | Développé couché | Test Wonderlic |
| Taille                 | Poids            | Bras              | Main          | 40 yards | 10 yards | 20 yards | Shuttle 20 yards | 3 cones drill | verticale       | horizontale         | Développé couché | Test Wonderlic |
| 1,99 m (6 ft 6 1/4 in) | 107 kg (236 lbs) | 84 cm (32 7/8 in) | 25 cm (10 in) | 4,68 s   | 1,62 s   | 2,75 s   | 4,46 s           | 7,06 s        | 91 cm (36,0 in) | 3,12 m (10 ft 3 in) | -                | 39             |

Il est sélectionné en 6e choix global lors du premier tour de la draft 2020 de la NFL par la franchise des Chargers de Los Angeles. Il est le troisième quarterback à y avoir été sélectionné après Joe Burrow et Tua Tagovailoa. Il signe par la suite un contrat de 4 ans avec les Chargers pour un montant de 26,5 millions de dollars garantis.
Désigné remplaçant de Tyrod Taylor par l'entraîneur principal Anthony Lynn pour le début de la saison 2020, il devient titulaire pour le match joué en 2e semaine face aux Chiefs de Kansas City après que Taylor se soit blessé à une côte au cours de l'échauffement. Il y gagne 311 yards et inscrit 2 touchdowns malgré la défaite 20 à 23 en prolongation. Il accumule les bonnes performances lors des parties suivantes et le 8 octobre, Anthony Lynn annonce que Herbert sera quarterback titulaire pour le reste de la saison.
Lors de la 16e semaine contre les Broncos de Denver, en réussissant sa 28e passe de touchdown de la saison et bat le record de la ligue du plus grand nombre de touchdowns inscrits à la passe par un rookie lequel avait été établi par Baker Mayfield trois ans auparavant. Il devient également le quatrième quarterback rookie à gagner au moins 4 000 yards à la passe après Cam Newton, Andrew Luck et Jameis Winston. Il termine la saison d'une part, avec 4 336 yards et 31 touchdowns inscrits à la passe malgré 10 interceptions, et d'autre part, avec 5 touchdowns inscrits à la course. Il est récompensé à l'issue de la saison NFL en étant désigné meilleur rookie offensif de l'année.

## Statistiques

### Universitaires
| Année  | Équipe | Statut | MJ |         | Passes   | Passes | Passes | Passes | Passes | Passes | Passes  |       | Courses | Courses | Courses | Courses |
| Année  | Équipe | Statut | MJ | Tentées | Réussies | Pct.   | Yards  | TD     | Int.   | Éval.  | Tentées | Yards | Moy.    | TD      |         |         |
| 2016   | Oregon | Fr     | 8  | 255     | 162      | 63,5   | 1 936  | 19     | 4      | 148,8  | 58      | 161   | 2,8     | 2       |         |         |
| 2017   | Oregon | So     | 8  | 206     | 139      | 67,5   | 1 983  | 15     | 5      | 167,5  | 44      | 183   | 4,2     | 5       |         |         |
| 2018   | Oregon | Jr     | 13 | 404     | 240      | 59,4   | 3 151  | 29     | 8      | 144,7  | 71      | 166   | 2,3     | 2       |         |         |
| 2019   | Oregon | Sr     | 14 | 428     | 286      | 66,8   | 3 471  | 32     | 5      | 158.7  | 58      | 50    | 0,9     | 4       |         |         |
| Totaux | Totaux | Totaux | 43 | 1 273   | 813      | 63,9   | 10 541 | 95     | 22     | 153,7  | 231     | 560   | 2,4     | 13      |         |         |

### Professionnelles
| Année | Équipe                  | MJ |         | Passes   | Passes | Passes | Passes | Passes | Passes | Passes  |       | Courses | Courses | Courses | Courses |
| Année | Équipe                  | MJ | Tentées | Réussies | Pct.   | Yards  | TD     | Int.   | Éval.  | Tentées | Yards | Moy.    | TD      |         |         |
| 2020  | Chargers de Los Angeles | 15 | 595     | 396      | 66,6   | 4 336  | 31     | 10     | 98,3   | 55      | 234   | 4,3     | 5       |         |         |